# Uniwersytet Abomey-Calavi
Uniwersytet Abomey-Calavi – uniwersytet znajdujący się w Abomey-Calavi, w Beninie.
Założony w 1970 jako Uniwersytet w Dahomeju na bazie Wyższego Instytutu Beninu, utworzonego w 1962 roku. Obecną nazwę przyjął w 1975 roku..